# Tre amici, le mogli e (affettuosamente) le altre
Tre amici, le mogli e (affettuosamente) le altre (Vincent, François, Paul... et les autres) è un film del 1974 diretto da Claude Sautet, tratto dal romanzo La Grande Marrade di Claude Néron.

## Trama
Vincent è un piccolo imprenditore, esuberante e separato dalla moglie Catherine: ha una storia con Marie, bruna venticinquenne introversa e molto più giovane. François invece è un medico affermato, è sposato con Lucie e hanno due bambini: lui però la trascura e lei si concede avventure con molti uomini e non ne fa alcun mistero. C'è poi Paul, giornalista e scrittore con un romanzo iniziato da tempo che non riesce a portare avanti: è sposato con Julia e vive in una casa di campagna.
I tre amici sono sulla cinquantina e hanno l'abitudine di passare i weekend a casa di Paul. Con loro c'è sempre Jean, più giovane, operaio da Vincent e pugile dilettante. Fanno parte della compagnia anche Clovis, proprietario di un ristorante, e Jacques, un tecnico tornato a Parigi dopo due anni, entrambi con le loro compagne. Durante i weekend c'è sempre allegria; può capitare che una discussione prenda dei toni aspri, ma al termine il gruppo si dà sempre appuntamento per la settimana successiva.

## Critica
Il Dizionario Mereghetti giudica il film un'«opera corale e delicata» e definisce «straordinaria la direzione e l'interpretazione degli attori». Per il Dizionario Morandini è «un quadro tenero e intimista della Nouvelle Vague giscardiana degli anni '70» e «gli interpreti sono straordinariamente efficaci e credibili».